# Luther Standing Bear

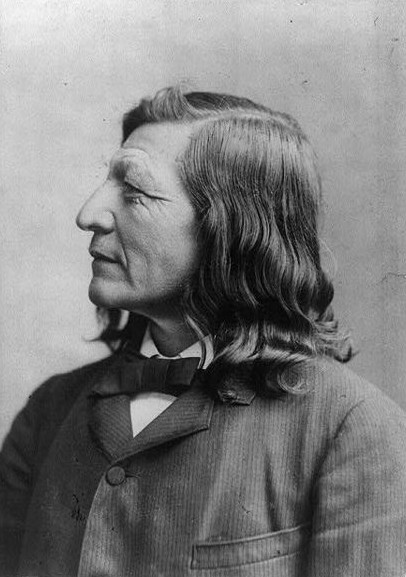
Luther Standing Bear

Luther Standing Bear (* Dezember 1868 in South Dakota, USA; † 19. Februar 1939 in Huntington Park, Kalifornien, USA) war ein Häuptling der Oglala-Lakota-Sioux, der auch als Schriftsteller, Lehrer, Dolmetscher und Schauspieler gewirkt hat.

## Leben
Standing Bear (Stehender Bär) war ursprünglich ein Brulé (Sichanghu), betrachtete sich aber zeitlebens als Oglala, weil er sich diesem Lakota-Stamm irgendwann angeschlossen hatte. Er wurde einer der ersten Zöglinge der Carlisle Indian Industrial School auf dem Gelände des United States Army War College in Carlisle (Pennsylvania). 1902 schloss er sich Buffalo Bill an und tourte mit dessen Wild West Show durch Europa. Später spielte er in Hollywood-Filmen mit.
In seinen Werken kritisierte er die US-amerikanische Indianerpolitik und revidierte die weiße Geschichtsschreibung; stärker als Charles Eastman fordert er die Selbstbestimmung der Lakota und ein bikulturelles Erziehungsprogramm. Über ihn selbst und seinen Stamm wird etwas in dem Buch The Land of Their Fathers erzählt.

## Werke
- Stories of the Sioux (1934)
- Drei autobiographische Werke: My People the Sioux (1928), My Indian Boyhood (1931), Land of the Spotted Eagle (1933)

## Filmografie
- 1916: Ramona
- 1919: Bolshevism on Trial
- 1930: The Santa Fe Trail
- 1931: The Conquering Horde
- 1932: Texas Pioneers
- 1934: Laughing Boy
- 1934: Massacre
- 1934: Murder in the Private Car
- 1935: Fighting Pioneers
- 1935: The Circle of Death
- 1935: Tom Mix, der Wunderreiter